# گفتار محترمانه در زبان ژاپنی
گفتار محترمانه در زبان ژاپنی (انگلیسی: Honorific speech in Japanese)، دارای سیستمی از گفتار افتخاری، به‌عنوان کی‌گو keigo (ژاپنی: 敬語,  به معنای واقعی کلمه "زبان محترمانه")، بخش‌هایی از گفتار که یکی از عملکردهای آن نشان دادن این است که گوینده می‌خواهد احترام را به یا شنونده یا شخصی که در گفتار ذکر شده است. استفاده از آنها به‌طور گسترده در انواع موقعیت‌های تجاری یا اجتماعی رسمی دیده می‌شود. زبان محترمانه در زبان ژاپنی همچنین می‌تواند برای نشان دادن نزدیک نبودن و ناآشنایی (فاصله اجتماعی) استفاده شود، یا می‌توان از آنها برای نشان دادن اینکه گوینده به اندازه کافی بافرهنگ و پیچیده است استفاده کرد که بر زوایای سیستم تسلط داشته باشد.